# Johannes Diderik van der Waals jr.

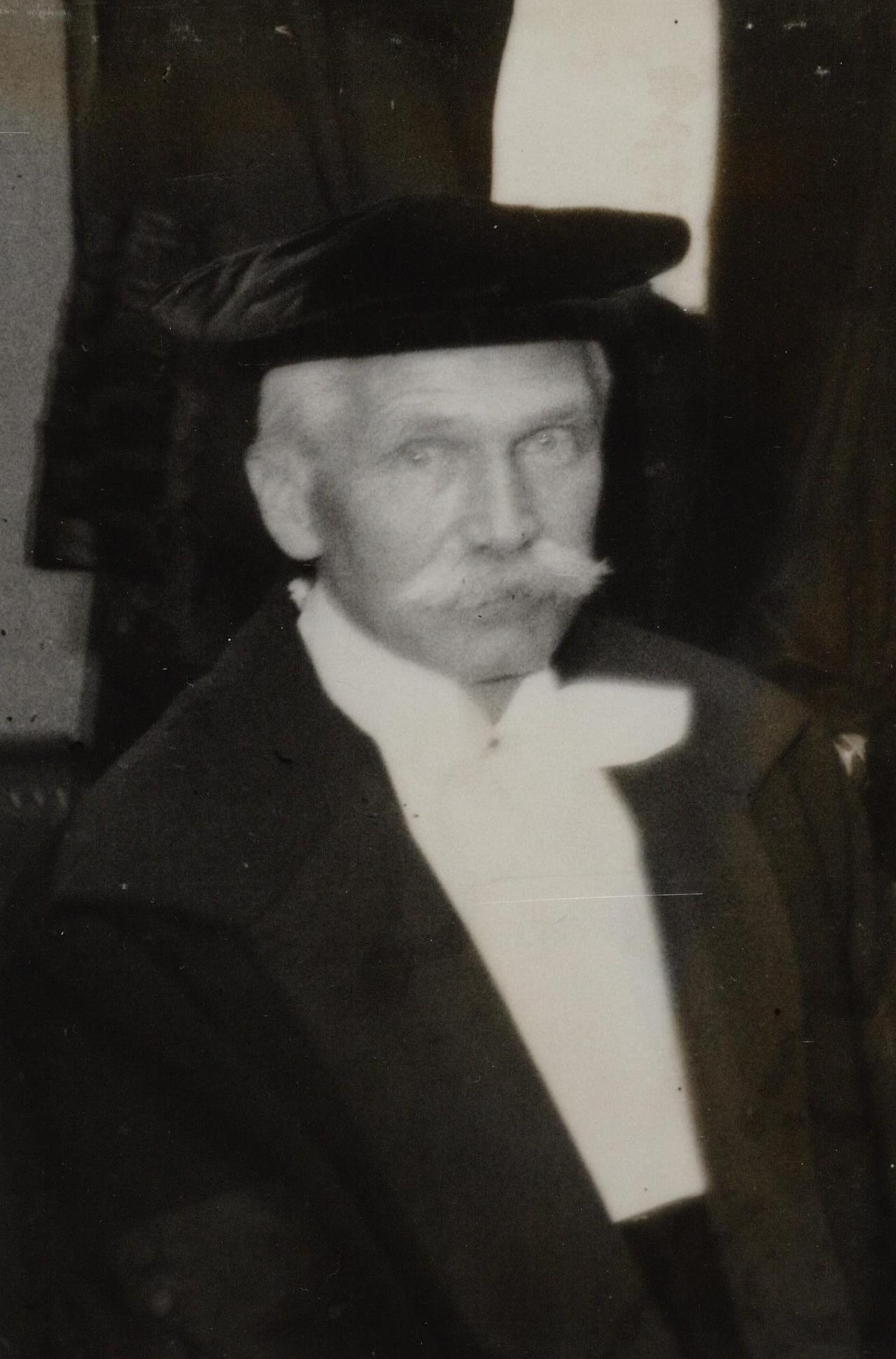
Johannes Diderik van der Waals jr.

Johannes Diderik van der Waals jr. (* 7. August 1873 in Den Haag; † 8. Mai 1971 in Amsterdam) war ein niederländischer Physiker.

## Leben
J. D. van der Waals jr. wurde 1873 als Sohn des späteren Nobelpreisträgers für Physik Johannes Diderik van der Waals geboren. Er studierte Mathematik und Physik an der Universität Amsterdam und wurde dort im Jahr 1900 mit der Schrift Statistische behandeling der stralingsverschijnselen (Statistische Behandlung von Strahlungsphänomenen) promoviert. 1903 wurde er Professor an der Reichsuniversität Groningen. In der Nachfolge seines Vaters wurde er 1908 auf den Lehrstuhl für theoretische Physik an der Universität Amsterdam berufen. Von 1930 bis 1931 war er Rektor dieser Universität. 1946 wurde er emeritiert.
Seine Arbeitsgebiete waren die statistische Mechanik der Flüssigkeiten und Gase, die zwischenmolekularen Kräfte und die Strahlungsphysik. Sein Interesse galt außerdem philosophischen Fragen der Physik. Bereits 1911 publizierte er einen Aufsatz über die Erklärung der Naturgesetze auf statistisch-mechanischer Grundlage.
1925 wurde er zum Mitglied der Königlich Niederländischen Akademie der Wissenschaften gewählt.